# فهرست روزنامه‌های تاجیکستان
این فهرست روزنامه‌ها و خبرگزاری‌های تاجیکستان است.

## روزنامه‌ها
- آسیا پلاس[۱]
- ابن سینا (دوشنبه) - به تاجیکی و روسی
- دایجست پرس (دوشنبه) – به روسی
- فرج (دوشنبه) – به تاجیکی[۲]
- گولوس تاجیکستان – توسط حزب کمونیست به زبان روسی به صورت هفتگی منتشر می‌شود
- جمهوریت (دوشنبه) – متعلق به دولت است که هر هفته به تاجیکی منتشر می‌شود[۳]
- خلق آوازی (دوشنبه) – متعلق به دولت است که هر هفته به زبان ازبکی منتشر می‌شود
- پلوی خجند (خجند) - به انگلیسی در محتوای طنز
- منبر خلق – منتشر شده توسط حزب دموکراتیک خلق
- نجات – نشریه هفتگی توسط حزب تولد دوباره اسلامی
- نارودنایا گازتا - متعلق به دولت است که به صورت سه هفته‌ای به زبان روسی منتشر می‌شود
- نیروی سخن - متعلق به بخش خصوصی است که به صورت هفتگی منتشر می‌شود
- نیدوی رنجبر – هفته‌نامه به تاجیکی که توسط حزب کمونیست منتشر می‌شود
- صدای مردم – روزنامه ای که سه بار در هفته در تاجیکستان منتشر می‌شود. یکی از پرتیراژترین روزنامه‌های کشور؛ به زبان تاجیکی
- تاجیکستان - هر هفته به تاجیکی منتشر می‌شود
- بهار عجم - متعلق به وزارت فرهنگ، هر هفته به تاجیکی

## خبرگزاری‌ها
- آسیا پلاس – آژانس خصوصی و انگلیسی‌زبان
- اوستا – خصوصی، انگلیسی‌زبان
- خاور – دولتی
- ورارود – خصوصی